# Bertil Kullenberg
Bertil Kullenberg, född 13 mars 1913 i Ulricehamn, död 14 april 2007, var en svensk entomolog. Han var professor i entomologi vid Uppsala universitet 1968-1979.

## Biografi
Bertil Kullenberg var son till Oscar Fredrik Kullenberg och Maria Bylander och gifte sig 1940 med Anna-Lis Apelgårdh som kom att bli hans assistent. 
Kullenberg lade fram sin doktorsavhandling i zoologi 1944 vid Uppsala universitet som rörde biologin hos ängsskinnbaggar (familjen Capsidaes). Han var också chef för ekologiska stationen vid Ölands Skogsby och specialist på blommors pollinering av insekter. Han företog talrika forskningsresor, framför allt i Afrika: Marocko (1948), Libanon (1949), Nordafrika, Ahaggar, Niger (1952), Elfenbenskusten, Guinea (1954), Mali, Senegal, Mauritanien (1956), Kongo och Ruanda-Urundi (1958–1959), Egypten och Nubien (1962), Spanien och Frankrike (1964–1966). 
Kullenberg invaldes 1972 som ledamot av Fysiografiska sällskapet i Lund och 1974 av Kungliga Vetenskapsakademien.